# Tipula (Lunatipula) ariadne
Tipula (Lunatipula) ariadne is een tweevleugelige uit de familie langpootmuggen (Tipulidae). De soort komt voor in het Palearctisch gebied.